# Metsäluoto (klippa)
Metsäluoto är en ö i Finland. Den ligger i Finska viken och i kommunen Fredrikshamn i landskapet Kymmenedalen, i den södra delen av landet. Ön ligger omkring 21 kilometer öster om Kotka och omkring 130 kilometer öster om Helsingfors.
Öns area är 0,3 hektar och dess största längd är 100 meter i sydöst-nordvästlig riktning. Närmaste större samhälle är Fredrikshamn, 10,1 km nordväst om Metsäluoto.